# (7126) Cureau
(7126) Cureau ist ein Asteroid des Hauptgürtels, der am 8. April 1991 vom belgischen Astronomen Eric Walter Elst am La-Silla-Observatorium (IAU-Code 809) der Europäischen Südsternwarte in Chile entdeckt wurde.
Der Asteroid wurde nach dem französischen Schriftsteller, Philosophen, Leibarzt und Berater des französischen Königs Ludwig XIV. Marin Cureau de la Chambre (1594–1669) benannt, der 1666 Gründungsmitglied der Académie des sciences wurde.
Der Himmelskörper gehört zur Koronis-Familie, einer Gruppe von Asteroiden, die nach (158) Koronis benannt ist.